# Fu Cong
Acesta este un nume chinezesc; numele de familie este Fu.
Fu Cong (chineză simplificată: 傅聰; pinyin: Fù Cōng, n. 10 martie 1934, Shanghai, Republica Chineză – d. 28 decembrie 2020, Londra, Anglia, Regatul Unit) a fost un pianist britanic de origine chineză. Fu a fost unul dintre primii pianiști de origine chineză care au atins faima internațională, fiind cunoscut în special pentru interpretarea compozițiilor lui Frédéric Chopin. În 1955, a câștigat premiul al treilea și Premiul Radio Polonez pentru cea mai bună interpretare de mazurka la Concursul Internațional de Pian Chopin, după care a urmat cariera de interpret de talie mondială. A înregistrat cu mai multe case de discuri, precum Meridian Records, Decca Records și Sony Music.

## Copilărie și familie

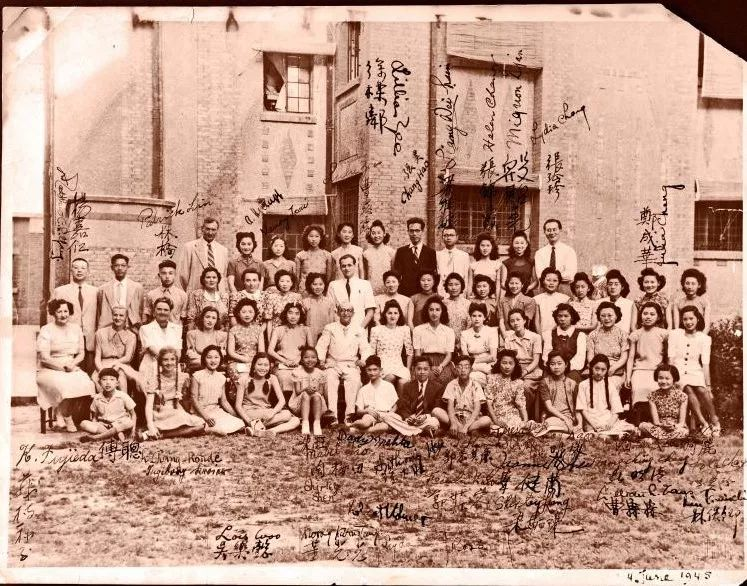
Mario Paci (al doilea rând, central), cu elevii și colegii săi din Shanghai, 1945. În primul rând sunt doi dintre cei mai tineri elevi: Fu (față stânga) și Wu Yili (față dreapta).

Fu Cong s-a născut în Shanghai pe 10 martie 1934 într-o familie de intelectuali. Tatăl său a fost traducătorul Fu Lei. Părinții lui Fu, Fu Lei și Zhu Meifu, au fost persecutați în timpul Revoluției Culturale și s-au sinucis în septembrie 1966. Fu Cong avut un frate pe nume Fu Min.
Fu a studiat prima dată pianul cu Mario Paci, fondatorul italian al Orchestrei Simfonice Shanghai.

## Viață personală
Din 1960 până în 1969 a fost căsătorit cu Zamira Menuhin, fiica lui Yehudi Menuhin, cu care a avut un fiu. Căsătoria lor s-a încheiat prin divorț. Mai târziu, s-a căsătorit cu pianista chineză Patsy Toh, cu care a avut un fiu.
Fu a murit de COVID-19 la Londra pe 28 decembrie 2020, la vârsta de 86 de ani.